# Sacerdos Matris Deum Magnae Idaeae
Sacerdos Matris Deum Magnae Idaeae var ett prästämbete vid kulten av Magna Mater i Rom. 
Ämbetet är känt i Rom sedan införandet av kulten av Magna Mater 204 f.Kr. Prästinnan tjänstgjorde tillsammans med en manlig präst som överhuvud för kulten, och var överhuvud för galli, assistenter som bland annat spelade den sakrala musiken vid kulten. Både prästen och prästinnan kom åtminstone officiellt från Frygien, varifrån gudinnan Magna Mater (Kybele) en gång importerats. I praktiken var hon kanske inte från Frygien, men hennes ursprung var i varje fall inte romerskt. 
De officierade båda ledande gudinnans procession under festivalen ludi Megalenses: de gick klädda med gudinnans avbild på bröstet, slog på en sakral trumma kallad tympana, och utförde rituellt tiggeri kallat metragyrtai, medan deras assistenter galli spelade musik. Prästinnan bar dessutom en statyett föreställande gudinnan. 